# فلتی تئو
فلتی پنیتالا تئو (انگلیسی: Feleti Teo) (زاده ۹ اکتبر ۱۹۶۲) یک سیاستمدار و وکیل تووالوایی است که در حال حاضر به عنوان چهاردهمین نخست‌وزیر تووالو خدمت می‌کند. او در انتخابات عمومی تووالو در سال ۲۰۲۴ به عضویت پارلمان تووالو انتخاب شد و پست قبلی‌اش مدیر اجرایی کمیسیون شیلات اقیانوس آرام غربی و مرکزی (WCPFC) بود.
تئو در ۲۶ فوریه ۲۰۲۴ پس از انتخاب، بدون مخالفت پارلمان به عنوان نخست‌وزیر منصوب شد.